# Crocknalaragagh
Crocknalaragagh är ett berg i republiken Irland.   Det ligger i grevskapet County Donegal och provinsen Ulster, i den norra delen av landet, 220 km nordväst om huvudstaden Dublin. Toppen på Crocknalaragagh är 473 meter över havet, eller 177 meter över den omgivande terrängen. Bredden vid basen är 2,6 km.
Terrängen runt Crocknalaragagh är kuperad söderut, men norrut är den platt. Runt Crocknalaragagh är det glesbefolkat, med 13 invånare per kvadratkilometer. Närmaste större samhälle är Dunlewy, 8,8 km sydväst om Crocknalaragagh. Trakten runt Crocknalaragagh består i huvudsak av gräsmarker.